# Eva Klinger-Römhild
Eva Klinger-Römhild (* 15. Januar 1945 in Benediktbeuern; † 28. Mai 2013 in Salzburg) war eine deutsche Keramikerin und Bildhauerin.

## Leben und Wirken
Eva Klinger-Römhild war eine Tochter des Kunstmalers Will Klinger-Franken und Schwester des Fotografen Thomas Klinger. 1960 zog sie als Jugendliche mit ihrer Familie nach Ramsau bei Berchtesgaden um und nahm ab 1961 in Berchtesgaden eine Töpferlehre auf, verbunden mit dem Besuch der Malklasse in der Berchtesgadener Schnitzschule. 1964 schloss sie an der Akademie in München ihre Lehre mit der Gesellenprüfung ab und besuchte anschließend von 1965 bis 1966 die Meisterklasse der Fachschule für Keramik in Landshut. 1967 eröffnete sie eine eigene Werkstatt in Würzburg. Ab 1970 lebte und arbeitete sie im historischen Brunnhaus in Hammer bei Siegsdorf. Von 2003 an hatte sie einen weiteren Wohnsitz in Salzburg, wo sie am 28. Mai 2013 verstarb.
Zahlreiche Ausstellungsbeteiligungen und Einzelausstellungen im In- und Ausland machten ihre Werke bekannt, die auch mehrfach ausgezeichnet wurden – u. a. 1974 mit dem Bayerischen Staatspreis. Ihre Werke wurden zudem von mehreren Museen und Sammlungen sowie für den öffentlichen Raum angekauft.

## Preise und Auszeichnungen
- 1973: Jahrespreis der Danner’schen Stiftung, München
- 1974: Bayerischer Staatspreis, München
- 1974: Diplom des 32. Concorso Internazionale della Ceramica d’Arte Contemporanea Faenza
- 1975: Diplom des 33. Concorso Internazionale della Ceramica d’Arte Contemporanea Faenza
- 1989: Ehrendiplom der 2nd International Ceramics Competition Mino, Japan

## Einzelausstellungen
- 1983: „Meister der Keramik“, Forum Leverkusen
- 1984: Trakl-Haus, Salzburg
- 1986: Galerie zu den 3 Wünschen, Hof
- 1987: Atelier Niki Tiki, Tokio
- 1988–89: Familienausstellung Klinger (Vater: Malerei, Sohn: Fotografie, Tochter: Keramik). Galerie im alten Rathaus, Prien
- 1989: Familienausstellung Klinger. Spitäle, Würzburg
- 1992: „Forum Form Clemenswerth“, Emslandmuseum Schloss Clemenswerth, Sögel
- 1992: Kunst in der Klinik, München
- 1995: Galerie Waldrich, München
- 1996: Galerie der bayerischen Landesbank, München
- 1997: Hypo-Galerie, Romanischer Keller Salzburg
- 1998: Kunstraum Klosterkirche, Traunstein
- 2002: Hypo-Galerie, Romanischer Keller Salzburg
- 2003: ErdeWasserFeuerLuft. Galerie für angewandte Kunst, München[5]
- 2009: Licht und Schatten. Lange Nacht der Museen, Salzburg